# Giuliano Taccola
Giuliano Taccola (ur. 28 czerwca 1942 w Uliveto Terme, zm. 16 marca 1969 w Cagliari) – piłkarz włoski grający na pozycji napastnika.

## Życiorys

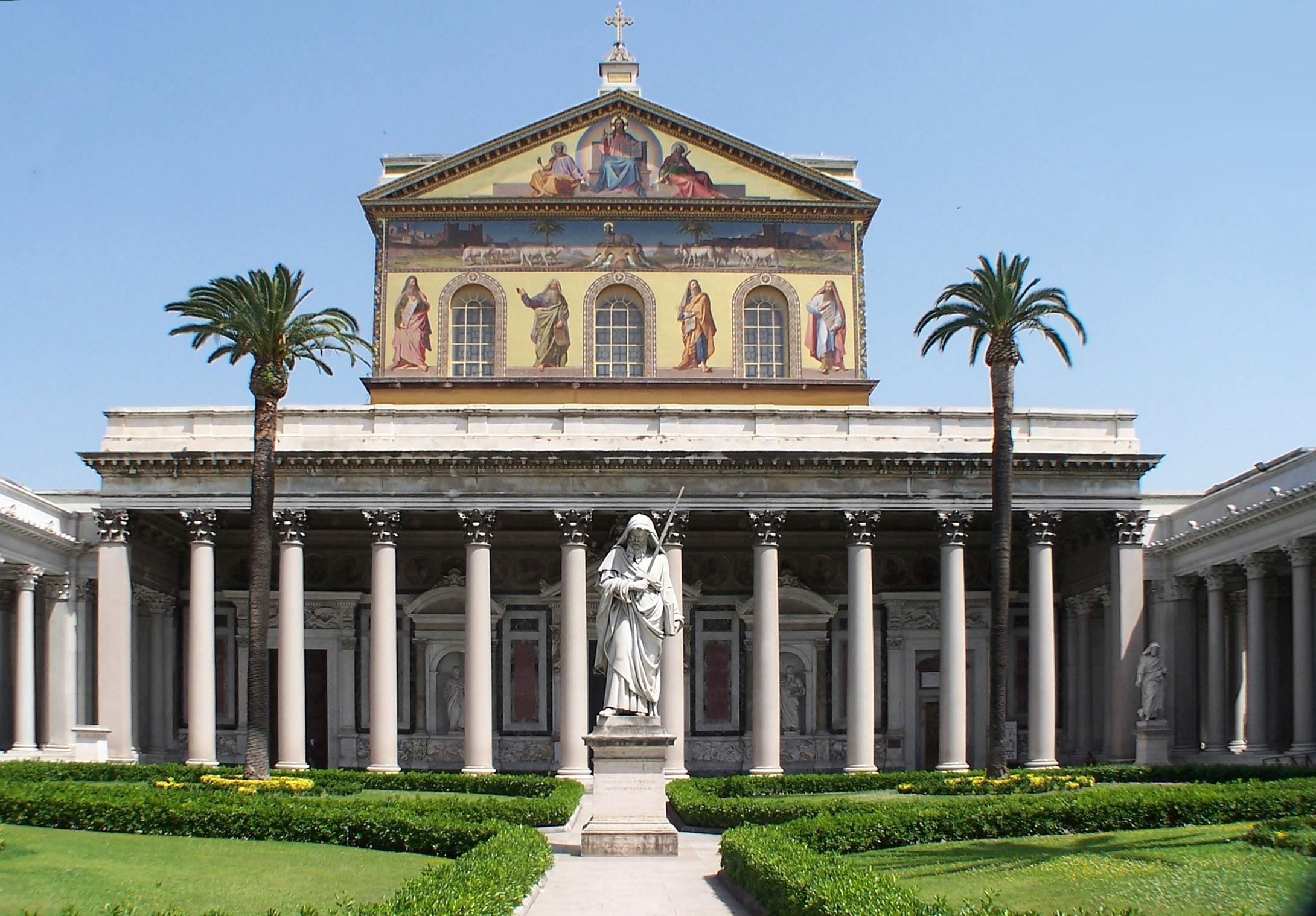
Bazylika św. Pawła za Murami – tutaj odbył się pogrzeb Giuliano Taccoli

Taccola wychował się w klubie Genoa CFC. W 1960 roku został włączony do kadry pierwszej drużyny, jednak przez 2 lata nie zdołał zaliczyć debiutu w Serie A. W 1962 roku przeszedł do drugoligowej Alessandrii, a następnie co roku zmieniał barwy klubowe. W sezonie 1963/1964 grał w drugoligowym AS Varese 1910, w sezonie 1964/1965 w trzecioligowej ACD Entella, a w kolejnym (1965/1966) w innej drużynie z trzeciej ligi, Savona 1907 FC. Latem 1966 powrócił do Genoi i w Serie B zdobył 4 gole, jednak nie wywalczył z tą drużyną awansu do ekstraklasy.
W 1967 roku trener Oronzo Pugliese ściągnął go do AS Roma. Debiut w Serie A nastąpił 24 września, a Roma zremisowała 1:1 na wyjeździe z Interem Mediolan i już w debiucie Taccola wpisał się na listę strzelców. W swoim premierowym sezonie w ekstraklasie zdobył 10 goli i był najlepszym strzelcem zespołu i szybko stał się ulubieńcem „tifosich”. Latem 1968 nowym trenerem „giallo-rossich” został Helenio Herrera i także postawił na Taccolę. W pierwszych 12 ligowych spotkaniach zawodnik strzelił 8 bramek. W grudniu zauważono zły stan zdrowia Taccoli, jednak badania lekarskie nie wykryły jego przyczyny. Doktor Romy Visalli postawił diagnozę o nawrocie kardiologicznej choroby zawodnika, jednak 16 marca 1969 Herrera postanowił wystawić zawodnika w wyjazdowym meczu z Cagliari Calcio. Po zakończeniu meczu i udzieleniu wywiadu Giuliano przewrócił się na ziemię i mimo szybkiej reanimacji zmarł. Pogrzeb zawodnika odbył się kilka dni później w bazylice św. Pawła za Murami. Zdobyty kilka miesięcy później Puchar Włoch zawodnicy zadedykowali zmarłemu Giuliano.
| Sezon   | Klub           | Kraj   | Rozgrywki | Mecze | Bramki |
| ------- | -------------- | ------ | --------- | ----- | ------ |
| 1960/61 | Genoa CFC      | Włochy | Serie A   | 0     | 0      |
| 1961/62 | Genoa CFC      | Włochy | Serie A   | 0     | 0      |
| 1962/63 | US Alessandria | Włochy | Serie B   | 22    | 2      |
| 1963/64 | AS Varese 1910 | Włochy | Serie B   | 2     | 0      |
| 1964/65 | ACD Entella    | Włochy | Serie C   | 27    | 7      |
| 1965/66 | Savona 1907 FC | Włochy | Serie C   | 32    | 13     |
| 1966/67 | Genoa CFC      | Włochy | Serie C   | 32    | 4      |
| 1967/68 | AS Roma        | Włochy | Serie A   | 29    | 10     |
| 1968/69 | AS Roma        | Włochy | Serie A   | 12    | 8      |